# Найближча стійка колова орбіта
Найближча стійка колова орбіта (НСКО; англ. innermost stable circular orbit, ISCO) — найближча гранично стійка колова орбіта, на якій пробна частинка може стійко обертатися навколо масивного об’єкта в загальній теорії відносності.
Радіус НСКО ({\displaystyle r_{\mathrm {isco} }}), залежить від маси та кутового моменту центрального об’єкта. Для Шварцшильдівської чорної діри НСКО знаходиться на 3 радіусах Шварцшильда. Колові орбіти можуть знаходитись і ближче, але вони є нестійкими.
НСКО відіграє важливу роль в акреційних дисках навколо чорних дір, оскільки вона визначає внутрішній край диска. Її не слід плутати з межею Роша — радіусом, на якому фізичний об'єкт руйнується припливними силами чорної діри.

## Основна концепція
У класичній механіці тіло рухається коловою орбітою, коли його відцентрова сила є достатньою, щоб протистояти силі тяжіння центрального об’єкта. Коли тіло наближається до центрального об’єкта, необхідна величина швидкості руху зростає через закон обернених квадратів для гравітації. Орбіта може досягати будь-якої висоти, оскільки в класичній механіці немає верхньої межі швидкості.
Теорія відносності вводить верхню межу швидкості будь-якого об'єкта — швидкість світла. Якщо частинка наближається до центрального об’єкта в загальній теорії відносності, то для підтримки її орбіти зрештою знадобиться швидкість, більша за швидкість світла. Це визначає найближчу стійку колову орбіту, яка лежить на 1,5 радіусах Шварцшильда (для чорної діри, яка описується метрикою Шварцшильда). Ця відстань також відома як фотонна сфера.
У загальній теорії відносності гравітація не розглядається як центральна сила, яка тягне об’єкти. Натомість вона працює шляхом викривлення простору-часу, таким чином викривляючи шлях, яким рухається будь-яка частинка. НСКО є результатом члена для тяжіння в рівнянні, що дає енергію пробної частинки поблизу центрального об’єкта. Цей член не може бути компенсований збільшенням швидкості обертання, і будь-яка частинка в межах цього радіуса обертатиметься по спіралі до центру. Точна природа члена залежить від властивостей центрального об'єкта (тобто від того, чи має чорна діра кутовий момент).

## Чорні діри, що не обертаються
Для масивного об’єкта без обертання, для якого гравітаційне поле можна виразити за допомогою метрики Шварцшильда, НСКО знаходиться на
{\displaystyle r_{\mathrm {ms} }=6{\frac {GM}{c^{2}}}=3R_{S},}
де {\displaystyle R_{S}} – радіус Шварцшильда масивного об’єкта з масою {\displaystyle M}. Таким чином, навіть для об’єкта, що не обертається, радіус НСКО лише втричі перевищує радіус Шварцшильда, {\displaystyle R_{S}}. Це означає, що лише чорні діри та нейтронні зорі мають внутрішні стабільні колові орбіти поза їхньою поверхнею. Коли кутовий момент центрального об’єкта збільшується, {\displaystyle r_{\mathrm {isco} }} зменшується.
Зв'язані колові орбіти все ще можливі між НСКО та так званою гранично зв'язаною орбітою, яка має радіус
{\displaystyle r_{\mathrm {mb} }=4{\frac {GM}{c^{2}}}={2R_{S}},}
але вони нестійкі. Між {\displaystyle r_{\mathrm {mb} }} і фотонною сферою  можливі так звані незв’язані орбіти, які є вкрай нестабільними і які мають загальну енергію, що перевищує масу спокою на нескінченності.
Для безмасової пробної частинки, такої як фотон, єдина можлива, але нестабільна колова орбіта знаходиться саме на фотонній сфері. Всередині фотонної сфери не існує колових орбіт. Її радіус становить
{\displaystyle r_{\mathrm {ph} }=3{\frac {GM}{c^{2}}}={1.5R_{S}}.}
Відсутність стійкості всередині НСКО пояснюється тим, що зниження орбіти не вивільняє достатньо потенціальної енергії для необхідної орбітальної швидкості: отримане прискорення занадто мало. Зазвичай це показують на графіку орбітального ефективного потенціалу, який для НСКО є найнижчим.

## Чорні діри, що обертаються
Випадок обертових чорних дір дещо складніший. Екваторіальна НСКО в метриці Керра залежить від того, чи є орбіта проградною (від’ємний знак). {\displaystyle r_{\mathrm {ms} }}) чи ретроградною (додатний знак {\displaystyle r_{\mathrm {ms} }}):
{\displaystyle r_{\mathrm {ms} }={\frac {GM}{c^{2}}}\left(3+Z_{2}\pm {\sqrt {(3-Z_{1})(3+Z_{1}+2Z_{2})}}\right)\leq 9{\frac {GM}{c^{2}}}=4.5R_{S}}
де
{\displaystyle Z_{1}=1+{\sqrt[{3}]{1-\chi ^{2}}}\left({\sqrt[{3}]{1+\chi }}+{\sqrt[{3}]{1-\chi }}\right)}
{\displaystyle Z_{2}={\sqrt {3\chi ^{2}+Z_{1}^{2}}}}
з параметром обертання {\displaystyle \chi =2a/R_{S}=cJ/(M^{2}G)}.
Оскільки швидкість обертання чорної діри збільшується до максимуму для {\displaystyle \chi \to 1}, проградна НСКО, граничний пов’язаний радіус і радіус фотонної сфери зменшуються до радіуса горизонту подій на так званому гравітаційному радіусі:
{\displaystyle r_{\mathrm {ms} }\to r_{\mathrm {mb} }\to r_{\mathrm {ph} }\to r_{E}\to r_{G}=GM/c^{2}}
Ретроградний радіус збільшується до
{\displaystyle r_{\mathrm {ms} }\to 9{\frac {GM}{c^{2}}}=4.5R_{S}}
{\displaystyle r_{\mathrm {mb} }={\frac {GM}{c^{2}}}(1+{\sqrt {1\pm \chi }})^{2}\to {\frac {3+{\sqrt {8}}}{2}}R_{S}\approx 5.828427{\frac {GM}{c^{2}}}\approx 2.9142R_{S}} ,
{\displaystyle r_{\mathrm {ph} }=2{\frac {GM}{c^{2}}}(1+\cos({\tfrac {2}{3}}\cos ^{-1}(\pm \chi )))\to 4{\frac {GM}{c^{2}}}=2R_{S}}.
Якщо частинка також обертається навколо своєї осі, радіус НСКО додатково розщеплюється залежно від того, чи вона обертається в напрямку обертання чорної діри чи проти нього.